# Neudörfel (Pöhl)
Neudörfel ist ein Ortsteil der Gemeinde Pöhl im Vogtlandkreis (Freistaat Sachsen). Er wurde am 27. Februar 1964 nach Jocketa eingemeindet, welches sich wiederum am 1. Januar 1994 mit den Gemeinden Ruppertsgrün, Helmsgrün, Möschwitz und Herlasgrün zur neuen Gemeinde Pöhl zusammenschloss.

## Geografie

### Lage
Neudörfel befindet sich im Zentrum des Naturraumes Vogtland (Vogtländische Schweiz) im sächsischen Teil des historischen Vogtlands. Die südliche Ortsflur reicht an die Talsperre Pöhl heran, in welcher die Trieb aufgestaut wird.

### Nachbarorte
| Ruppertsgrün                               | Christgrün                                  |            |
| Jocketa                                    | Kompassrose, die auf Nachbargemeinden zeigt | Herlasgrün |
| Pöhl (alte Ortslage), heute Talsperre Pöhl | Rodlera                                     | Helmsgrün  |

## Geschichte
Das Platzdorf Neudörfel wurde im Jahr 1412 erstmals als „Newendorff“ erwähnt. Der Ort wurde jedoch schon in der zweiten Hälfte des 12. Jahrhunderts gegründet, worauf die bis heute erkenntlichen Reste einer frühdeutschen Wehranlage, u. a. Turmhügel, Graben und Außenwall, in der Ortsflur deuten. Bezüglich der Grundherrschaft war Neudörfel im 16. Jahrhundert zwischen den Rittergütern Liebau, Christgrün und Helmsgrün geteilt. Im 18. Jahrhundert war die Grundherrschaft zwischen den Rittergütern Liebau, Ruppertsgrün und Pöhl geteilt. Durch die Einführung der regelmäßigen Postverbindungen kam Neudörfel gegen Ende des 17. Jahrhunderts eine Bedeutung als Halt und Kreuzungsort zu, da im Ort – auf halber Strecke zwischen Plauen und Reichenbach im Vogtland liegend – auch die Alte Greizer Straße abzweigte. Das Posthaus, welches seine Entstehung der vorbeiführenden Poststraße verdankt, ist bis heute als Gaststätte und Pension vorhanden.
Neudörfel lag bis 1856 im kursächsischen bzw. königlich-sächsischen Amt Plauen. 1856 wurde der Ort dem Gerichtsamt Plauen und 1875 der Amtshauptmannschaft Plauen angegliedert.
Durch die zweite Kreisreform in der DDR kam die Gemeinde Neudörfel im Jahr 1952 zum Kreis Plauen-Land im Bezirk Chemnitz (1953 in Bezirk Karl-Marx-Stadt umbenannt), der ab 1990 als sächsischer „Landkreis Plauen“ fortgeführt wurde und 1996 im Vogtlandkreis aufging. Nach der Fertigstellung der Talsperre Pöhl im Jahr 1964 entstanden im Ort ein Freizeitzentrum und eine Bungalowsiedlung. Am 27. Februar 1964 wurde Neudörfel nach Jocketa eingemeindet. Die Gemeinde Jocketa mit ihren Ortsteilen Barthmühle, Trieb und Neudörfel schloss sich im Zuge der Gemeindereform im Freistaat Sachsen am 1. Januar 1994 mit den Gemeinden Helmsgrün, Herlasgrün, Ruppertsgrün und Möschwitz zur neuen Gemeinde Pöhl zusammen.
Neudörfel war bis 2018 staatlich anerkannter Erholungsort.

## Öffentlicher Nahverkehr
Neudörfel ist mit der vertakteten RufBus-Linie 74 des Verkehrsverbunds Vogtland an Jocketa, Plauen und Thoßfell angebunden. In der Sommersaison verkehrt dieser Bus als feste Linie ohne Voranmeldung rund um die Talsperre Pöhl. In Jocketa besteht Anschluss zur Vogtlandbahn und in Thoßfell zur TaktBus-Linie 63.

## Sehenswürdigkeiten
- Talsperre Pöhl mit Campingplatz